# Žalm 35
Žalm 35 („Hospodine, veď spor s těmi, kdo vedou spor se mnou“) je biblický žalm. V překladech, které číslují podle Septuaginty, se jedná o 34. žalm. Tento žalm, který se slohově řadí mezi elegie, je nadepsán takto: „Davidův.“ Podle některých vykladačů toto nadepsání znamená, že žalm byl určen pro krále z Davidova rodu. Tradiční židovský výklad připisuje sepsání takto označených žalmů přímo králi Davidovi. Spis Šimuš Tehilim („Užití Žalmů“), jehož autorem je zřejmě židovský učenec Chaj Ga'on (939–1038), uvádí, že recitace 35. žalmu pomáhá těm, kdo jsou nuceni pobývat ve společnosti svárlivých a nesnášenlivých lidí.